# Cylindrotettix
Cylindrotettix is een geslacht van rechtvleugeligen uit de familie veldsprinkhanen (Acrididae). De wetenschappelijke naam van dit geslacht is voor het eerst geldig gepubliceerd in 1906 door Bruner.

## Soorten
Het geslacht Cylindrotettix omvat de volgende soorten:
- Cylindrotettix attenuatus Roberts, 1975
- Cylindrotettix chacoensis Roberts, 1975
- Cylindrotettix dorsalis Burmeister, 1838
- Cylindrotettix dubius Roberts, 1975
- Cylindrotettix elongatus Roberts, 1975
- Cylindrotettix insularis Bruner, 1906
- Cylindrotettix obscurus Thunberg, 1827
- Cylindrotettix riverae Roberts, 1975
- Cylindrotettix santarosae Roberts, 1975
- Cylindrotettix uniformis Bruner, 1911